# Lista de prefeitos de Caraguatatuba
Esta é uma lista de prefeitos do município de Caraguatatuba (SP).

## Eleitos
| N° | Nome                         | Imagem | Partido                                         | Início do mandato     | Final do mandato       | Observações                                                                             |
| -- | ---------------------------- | ------ | ----------------------------------------------- | --------------------- | ---------------------- | --------------------------------------------------------------------------------------- |
| 1  | Benedicto Zacharias Arouca   |        | Partido Republicano Paulista PRP                | 1923                  | 1927                   | Intendente nomeado pelo Governador do Estado de São Paulo                               |
| 2  | João de Souza Mattos         |        | Partido Republicano Paulista PRP                | 1927                  | 1929                   | Intendente nomeado pelo Governador do Estado de São Paulo                               |
| 3  | Mário de Aguiar              |        | Partido Republicano Paulista PRP                | 1929                  | 1930                   | Intendente nomeado pelo Governador do Estado de São Paulo                               |
| 4  | Sebastião de Oliveira Moura  |        | Partido Republicano Paulista PRP                | 1930                  | 1930                   | Intendente nomeado pelo Governador do Estado de São Paulo                               |
| 5  | Antônio Moura                |        | Partido Republicano Paulista PRP                | 1930                  | 1931                   | Intendente nomeado pelo Governador do Estado de São Paulo                               |
| 6  | José Bonifácio de Freitas    |        | Partido Republicano Paulista PRP                | 1931                  | 1933                   | Intendente nomeado pelo Governador do Estado de São Paulo                               |
| 7  | Carlos de Almeida Rodrigues  |        | Partido Republicano Paulista PRP                | 1933                  | 1933                   | Intendente nomeado pelo Governador do Estado de São Paulo                               |
| 8  | Caio Ferreira de Almeida     |        | Partido Republicano Paulista PRP                | 1933                  | 1935                   | Intendente nomeado pelo Governador do Estado de São Paulo                               |
| 9  | Sebastião Mariano Nepomuceno |        | Partido Social Nacionalista PSN                 | 1936                  | 1938                   | Intendente nomeado pelo Governador do Estado de São Paulo                               |
| 10 | Bráulio Pereira Barreto      |        | Partido Progressista PP                         | 1938                  | 1941                   | Intendente nomeado pelo Governador do Estado de São Paulo                               |
| 11 | Joaquim Evilásio do Amaral   |        | União Democrática Brasileira UDB                | 1941                  | 1946                   | Intendente nomeado pelo Governador do Estado de São Paulo                               |
| 12 | Walfrido Arouca              |        | Partido Social Progressista PSP                 | 1947                  | 1947                   | Intendente nomeado pelo Governador do Estado de São Paulo                               |
| 13 | Altamir Tibiriça Pimenta     |        | Partido Social Progressista PSP                 | 1947                  | 1947                   | Intendente nomeado pelo Governador do Estado de São Paulo                               |
| 14 | Carmínio Peixoto             |        | Partido Social Progressista PSP                 | 1948                  | 1951                   | Prefeito eleito em sufrágio universal                                                   |
| 15 | Antônio Augusto Matheus      |        | Partido Social Progressista PSP                 | 1952                  | 1955                   | Prefeito eleito em sufrágio universal                                                   |
| 16 | Altamir Tibiriça Pimenta     |        | Partido Democrata Cristão PDC                   | 1956                  | 1959                   | Prefeito eleito em sufrágio universal                                                   |
| 17 | Antônio Augusto Matheus      |        | Partido Social Progressista PSP                 | 1960                  | 1963                   | Prefeito eleito em sufrágio universal                                                   |
| 18 | Geraldo Nogueira da Silva    |        | Aliança Renovadora Nacional ARENA               | 1964                  | 1969                   | Prefeito eleito em sufrágio universal                                                   |
| 19 | Silvio Luiz dos Santos       |        | Aliança Renovadora Nacional ARENA               | 1969                  | 1973                   | Prefeito eleito em sufrágio universal                                                   |
| 20 | Tereza Cury Nogueira         |        | Aliança Renovadora Nacional ARENA               | 1973                  | 1977                   | Prefeito eleito em sufrágio universal                                                   |
| 21 | Jose Bourabeby               |        | Partido Democrático Social PDS                  | 1977                  | 1983                   | Prefeito eleito em sufrágio universal                                                   |
| 22 | Jair Nunes de Souza          |        | Partido Democrático Social PDS                  | 1983                  | 1988                   | Prefeito eleito em sufrágio universal                                                   |
| 23 | Jose Bourabeby               |        | Partido Democrático Trabalhista PDT             | 1° de janeiro de 1989 | 6 de março de 1992     | Prefeito eleito em sufrágio universal, posteriormente cassado pela Câmara de Vereadores |
| 24 | José Dias Paez Lima          |        | Partido Democrático Social PDS                  | 7 de março de 1992    | 31 de dezembro de 1992 | Vice-prefeito no cargo de titular                                                       |
| 25 | José Sidney Trombini         |        | Partido da Frente Liberal PFL                   | 1° de janeiro de 1993 | 31 de dezembro de 1996 | Prefeito eleito em sufrágio universal                                                   |
| 26 | Antônio Carlos da Silva      |        | Partido da Social Democracia Brasileira PSDB    | 1° de janeiro de 1997 | 31 de dezembro de 2000 | Prefeito eleito em sufrágio universal                                                   |
| 27 | Antônio Carlos da Silva      |        | Partido da Social Democracia Brasileira PSDB    | 1° de janeiro de 2001 | 31 de dezembro de 2004 | Prefeito reeleito em sufrágio universal                                                 |
| 28 | José Pereira de Aguilar      |        | Partido da Social Democracia Brasileira PSDB    | 1° de janeiro de 2005 | 31 de dezembro de 2008 | Prefeito eleito em sufrágio universal                                                   |
| 29 | Antônio Carlos da Silva      |        | Partido da Social Democracia Brasileira PSDB    | 1° de janeiro de 2009 | 31 de dezembro de 2012 | Prefeito eleito em sufrágio universal                                                   |
| 30 | Antônio Carlos da Silva      |        | Partido da Social Democracia Brasileira PSDB    | 1° de janeiro de 2013 | 31 de dezembro de 2016 | Prefeito reeleito em sufrágio universal na Eleição municipal de Caraguatatuba em 2012   |
| 31 | Aguilar Júnior               |        | Partido do Movimento Democrático Brasileiro MDB | 1° de janeiro de 2017 | 31 de dezembro de 2020 | Prefeito eleito em sufrágio universal na Eleição municipal de Caraguatatuba em 2016     |
| 32 | Aguilar Júnior               |        | Movimento Democrático Brasileiro MDB            | 1° de janeiro de 2021 | 31 de dezembro de 2024 | Prefeito reeleito em sufrágio universal na Eleição municipal de Caraguatatuba em 2020   |
| 33 | Mateus Veneziani da Silva    |        | Partido Social Democrático PSD                  | 1° de janeiro de 2025 | Atualidade             | Prefeito eleito em sufrágio universal                                                   |